# Ригсбанктегн
Ригсбанктегн (дан. Rigsbanktegn — «знак Ригсбанку») — назва мідних данських монет номіналом в 2, 3, 4, 6, 12 і 16 скілінгів 1813—1815 років. Їх випуск обумовило банкрутство держави 1813 року, коли офіційна влада мусила відмовитися від карбування грошей, вартість металу в яких відповідала номінальній. Створено новий державний банк, відповідальний за емісію грошей. Керівництво Ригсбанку ухвалило рішення про недоцільність випуску банкнот у розмінних грошових одиницях скілінгах. Як наслідок, з'явилися ригсбанктегни, які за своєю суттю були фідуціарними, тобто незабезпеченими грошима.
На аверсі розташовувався герб Данії, на реверсі — позначка номіналу, передбачуваний рік випуску і позначка природи грошового знака «RIGSBANKTEGN». Спочатку їх випускали на монетних дворах Копенгагена, Альтона і Конгсберга. 1814 року Норвегія вийшла з-під влади данських королів. Влада Данії підозрювала, що на монетному дворі норвезького Конгсберга продовжують випускати ригсбанктегни, чия номінальна вартість значно перевищувала внутрішню. У Конгсберзі карбували тільки 2 номінали ригсбанктегнів — 6 і 12 скілінгів. Тиражі 6 скілінгів були незначними. Про вихід з обігу 12 скілінгів оголосили 1818 року, раніше від інших ригсбанктегнов.
Ці монети карбували аж до 1817 року. Випуски 1816—1817 років датовані 1815 роком.
| Монетний двір | Номінал      | Роки випуску | Загальна сума в ригсбанкдалерах |
| ------------- | ------------ | ------------ | ------------------------------- |
| Копенгаген    | 12 скілінгів | 1813—1814    | 233 299                         |
| Копенгаген    | 6 скілінгів  | 1 814        | 100 621                         |
| Копенгаген    | 16 скілінгів | 1814         | 666 687                         |
| Копенгаген    | 4 скілінги   | 1815         | 102 587                         |
| Копенгаген    | 3 скілінги   | 1815         | 93 172                          |
| Копенгаген    | 2 скілінги   | 1816         | 102 298                         |
| Альтона       | 16 скілінгів | 1814—1817    | 154 900                         |
| Конгсберг     | 12 скілінгів | 1813—1815    | 92 315                          |
| Конгсберг     | 6 скілінгів  | 1813—1815    | 6800                            |